# Pectocythere tomalensis
Pectocythere tomalensis is een mosselkreeftjessoort uit de familie van de Pectocytheridae. De wetenschappelijke naam van de soort is voor het eerst geldig gepubliceerd in 1970 door Watling.